# Olšanské náměstí
Olšanské náměstí na Žižkově v Praze je nazváno podle zaniklé vsi Olšany, první písemná zmínka je z roku 1306.

## Umístění

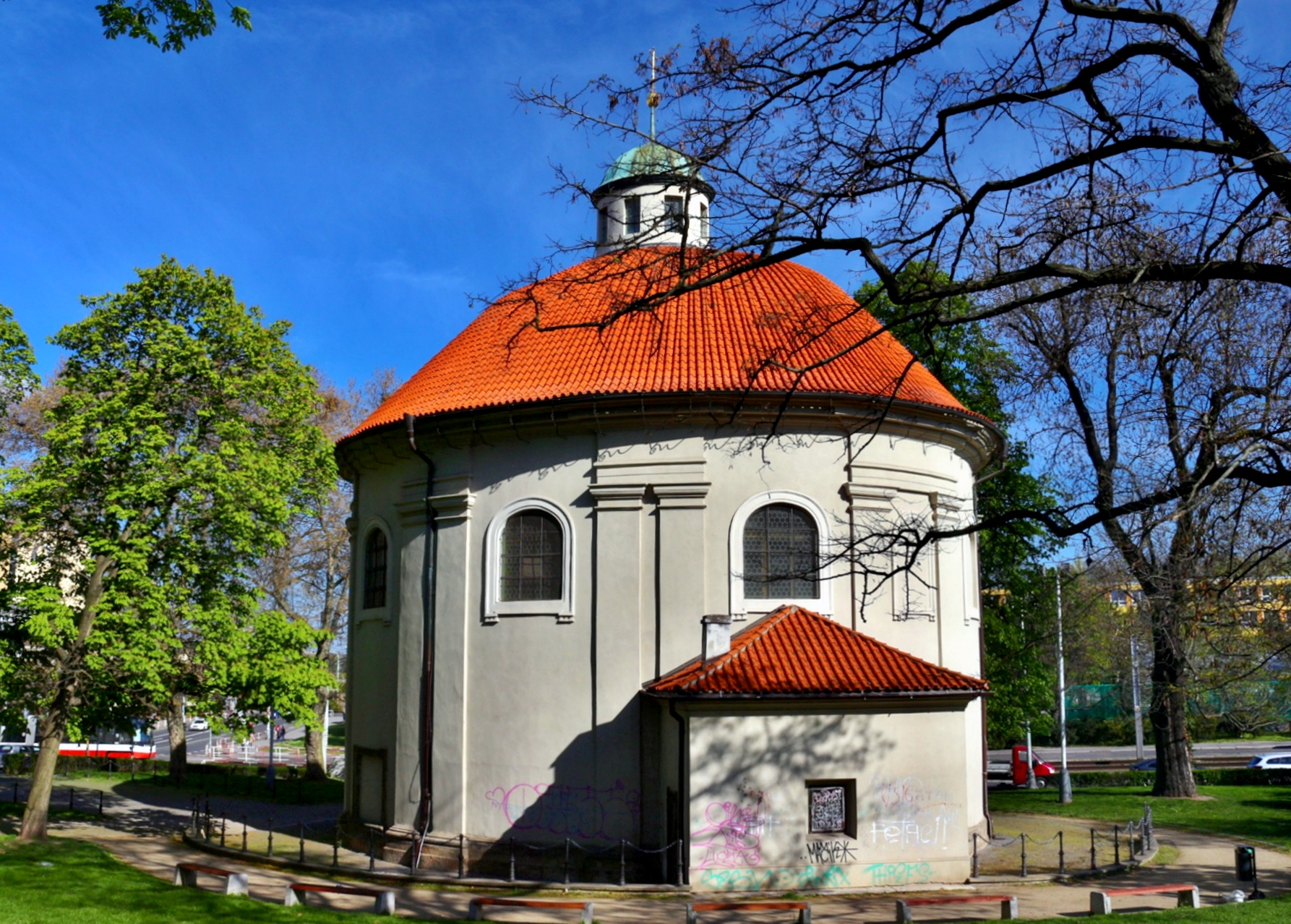
Olšanské náměstí, kostel svatého Rocha, od východu

Olšanské náměstí se nachází na křižovatce hlavních žižkovských ulic Jičínská, Olšanská, Prokopova, Táboritská. Z východu ho ohraničuje Jičínská ulice, které je součástí Českobrodské a Černokostelecké radiály. Ze severu hraničí s Olšanskou ulicí, která je součást Českobrodské radiály.
Okolí stejnojmenné tramvajové zastávky v Táboritské ulici tvoří určité společenské centrum této části Žižkova. Vedení Prahy 3 zde plánuje revitalizaci náměstí zvyšující bezpečnost chodců a množství zeleně.

## Historie a názvy

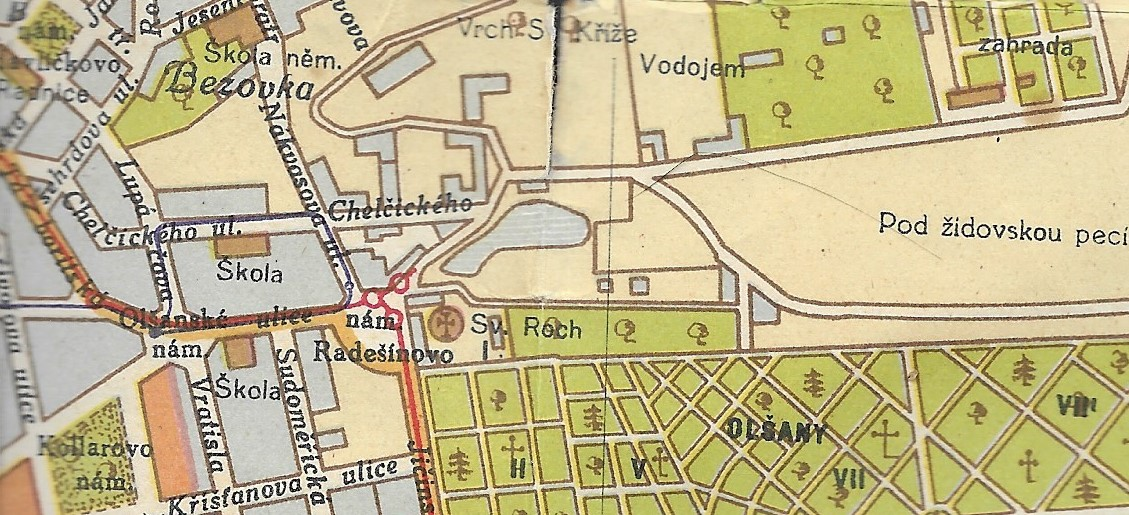
Olšanské (Radešínovo) náměstí před zrušením Nákvasovy (prodloužením Prokopovy) a vybudováním Olšanské ulice východně od náměstí (před 1930)

Náměstí vzniklo kolem roku 1919 a dostalo název Radešínovo náměstí podle Viléma z Radešína, který v roce 1546 ves Olšany získal. Současný název se používá od roku 1930.
Změněnou podobu získalo Olšanské náměstí poté, co byla ve 30. letech 20. století vybudována Olšanská ulice vedoucí východním směrem. Dále v 50. letech 20. století byla průkopem prodloužena Prokopova ulice až na Olšanské náměstí (zmizela dřívější úzká Nákvasova ulice) a v 70. letech rozšířena část Táboritské ulice, která na náměstí navazuje.

## Budovy, firmy a instituce
- Hotel Olšanka – Olšanské náměstí 6[6]
- pobočka Tipsport – Olšanské náměstí 7
- kostel svatého Rocha